# Ohi Omoijuanfo
Ohi Omoijuanfo, né le 10 janvier 1994 à Oslo en Norvège, est un footballeur international norvégien, qui évolue au poste d'avant-centre au Changchun Yatai.

## Biographie
Fils d'un père nigérian et d'une mère norvégienne grandit à Holmlia (en) (dans la banlieue sud d'Oslo) et est formé au club local du Holmlia SK. En 2010 il quitte son club formateur pour rejoindre l'équipe de jeune de Lillestrøm SK (à l'est d'Oslo) dont l'équipe fanion évolue en Eliteserien, la première division norvégienne. 
Le 7 novembre 2010, lors de la trentième et dernière journée de la saison, Omoijuanfo est titularisé face à Strømsgodset pour son premier match avec l'équipe première, en première division. En marquant à la 21e minute, il devient le plus jeune joueur à marquer un but en Tippeligaen à l'âge de 16 ans et 300 jours, un record qui a tenu trois ans avant d'être stoppé par Håkon Lorentzen,. Peu avant la reprise du championnat, le 16 mars 2011, il signe son premier contrat professionnel en faveur du Lillestrøm SK avec qui il s'engage pour une durée de trois ans.
En parallèle Ohi Omoijuanfo honore ses premières sélections avec les équipes de jeune norvégiennes : d’abord les U16 en 2010, puis toutes les catégories (U17, U18, U19 et U21) jusqu'à 2016. 
Après quatre saisons à Lillestrøm, il quitte le club. Lors de la pré-saison 2015, il fait des essais avec le KuPS en première division finlandaise et le Mjøndalen IF qui vient de redescendre en seconde division norvégienne avant de s'engager avec le FK Jerv, club tout juste promu dans cette seconde division. Il termine meilleur buteur du club avec 15 buts mais celui-ci échoue à monter en première division (défaite en matchs de barrages face à face à l'IK Start). Le 4 novembre 2015, Omoijuanfo signe pour la saison 2016 un contrat de trois ans avec le Stabæk Fotball, et retourne ainsi en première division.
En mai 2017 le sélectionneur Lars Lagerbäck l'appelle pour la première fois dans le groupe de l'équipe norvégienne A, pour le match qualificatif pour la Coupe du monde 2018 contre la République tchèque et le match amical contre la Suède. Ohi Omoijuanfo qui hésite entre les sélections norvégienne et nigériane (pays d'origine de son père) honore finalement sa première sélection lors du match amical contre la Suède, ce qui ne lui ferme pas définitivement les portes du Nigeria.
À la fin de la saison 2017, il est second meilleur buteur du championnat norvégien avec 17 buts, à deux unités de Nicklas Bendtner du Rosenborg BK.
En mars 2019, juste avant la reprise de la saison, Ohi Omoijuanfo est transféré vers le club norvégien du Molde FK qui s'est classé deuxième de l'édition précédente du championnat. Il devient champion de Norvège en 2019, puis vice-champion derrière le FK Bodø/Glimt en 2020 et 2021. En 2021 il est également sacré meilleur buteur du championnat, avec vingt-sept buts marqués,. En juillet 2021 il s'engage avec le club serbe de l'Étoile rouge de Belgrade, mais reste avec Molde jusqu'à la fin de la saison norvégienne (en décembre 2021),.

## Statistiques
| Saison                | Club                     | Championnat           | Championnat | Championnat | Coupe(s) nationale(s) | Coupe(s) nationale(s) | Compétition(s) continentale(s) | Compétition(s) continentale(s) | Compétition(s) continentale(s) | playoff | playoff | Total | Total |
| Saison                | Club                     | Division              | M.          | B.          | M.                    | B.                    | Comp.                          | M.                             | B.                             | M.      | B.      | M.    | B.    |
| 2010                  | Lillestrøm Sportsklubb   | Eliteserien           | 1           | 1           | -                     | -                     | -                              | -                              | -                              | -       | -       | 1     | 1     |
| 2011                  | Lillestrøm Sportsklubb   | Eliteserien           | 21          | 3           | 1                     | 0                     | -                              | -                              | -                              | -       | -       | 22    | 3     |
| 2012                  | Lillestrøm Sportsklubb   | Eliteserien           | 17          | 1           | 2                     | 1                     | -                              | -                              | -                              | -       | -       | 19    | 2     |
| 2013                  | Lillestrøm Sportsklubb   | Eliteserien           | 19          | 3           | 3                     | 0                     | -                              | -                              | -                              | -       | -       | 22    | 3     |
| 2014                  | Lillestrøm Sportsklubb   | Eliteserien           | 24          | 1           | 3                     | 0                     | -                              | -                              | -                              | -       | -       | 27    | 1     |
| Sous-total            | Sous-total               | Sous-total            | 82          | 9           | 9                     | 1                     | -                              | -                              | -                              | -       | -       | 91    | 10    |
| 2015                  | FK Jerv                  | 1. divisjon           | 31          | 16          | -                     | -                     | -                              | -                              | -                              | 2       | 1       | 33    | 17    |
| Sous-total            | Sous-total               | Sous-total            | 31          | 16          | -                     | -                     | -                              | -                              | -                              | 2       | 1       | 33    | 17    |
| 2016                  | Stabæk Fotball           | Eliteserien           | 27          | 4           | 4                     | 3                     | C3                             | 2                              | 0                              | 2       | 2       | 35    | 9     |
| 2017                  | Stabæk Fotball           | Eliteserien           | 27          | 17          | 4                     | 2                     | -                              | -                              | -                              | 2       | 0       | 33    | 19    |
| 2018                  | Stabæk Fotball           | Eliteserien           | 30          | 8           | 2                     | 0                     | -                              | -                              | -                              | -       | -       | 32    | 8     |
| Sous-total            | Sous-total               | Sous-total            | 84          | 29          | 10                    | 5                     | -                              | 2                              | 0                              | 4       | 2       | 100   | 36    |
| 2019                  | Molde FK                 | Eliteserien           | 27          | 15          | 1                     | 0                     | C3                             | 7                              | 2                              | -       | -       | 35    | 17    |
| 2020                  | Molde FK                 | Eliteserien           | 28          | 12          | -                     | -                     | C1+C3                          | 5+6                            | 1+3                            | -       | -       | 39    | 16    |
| 2021                  | Molde FK                 | Eliteserien           | 29          | 27          | 1                     | 0                     | C4                             | 3                              | 1                              | -       | -       | 33    | 28    |
| Sous-total            | Sous-total               | Sous-total            | 84          | 54          | 2                     | 0                     | -                              | 21                             | 7                              | -       | -       | 107   | 61    |
| 2021-2022             | Étoile rouge de Belgrade | Superliga Srbije      | 16          | 9           | 4                     | 2                     | C3                             | 2                              | 0                              | -       | -       | 22    | 11    |
| 2022-2023             | Étoile rouge de Belgrade | Superliga Srbije      | 2           | 1           | -                     | -                     | C1                             | -                              | -                              | -       | -       | 2     | 1     |
| Sous-total            | Sous-total               | Sous-total            | 18          | 10          | 4                     | 2                     | -                              | 2                              | 0                              | 0       | 0       | 24    | 12    |
| 2022-2023             | Brøndby IF               | Superligaen           | 9           | 5           | 1                     | 0                     | C1                             | -                              | -                              | -       | -       | 10    | 5     |
| Sous-total            | Sous-total               | Sous-total            | 9           | 5           | 1                     | 0                     | -                              | 0                              | 0                              | 0       | 0       | 10    | 5     |
| Total sur la carrière | Total sur la carrière    | Total sur la carrière | 310         | 123         | 26                    | 8                     | -                              | 25                             | 7                              | 6       | 3       | 367   | 141   |

## Palmarès

### En club
| Molde FK - Championnat de Norvège - Champion en 2019 |